# Flowersia setifolia
Flowersia setifolia là một loài rêu trong họ Bartramiaceae. Loài này được Hook. & Arn. D.G. Griffin & W.R. Buck mô tả khoa học đầu tiên năm 1989.